# Basíleios I
Basileios I, danh xưng người xứ Makedonia (tiếng Hy Lạp: Βασίλειος ὁ Μακεδών, Basíleios hō Makedṓn; 811 – 29 tháng 8, 886) là Hoàng đế Đông La Mã trị vì từ năm 867 đến 886. Sinh ra trong một gia đình nông dân thuần phác tại thema Makedonia của Đông La Mã, từng giữ nhiều trọng trách trong triều rồi sau cướp ngôi hoàng đế của Mikhael III (trị vì 842–867). Bất chấp gốc gác khiêm tốn của mình, ông đã cho chứng tỏ khả năng bẩm sinh trong việc trị quốc, dẫn đến sức mạnh của đế chế được hồi sinh và sự phục hưng nghệ thuật Đông La Mã. Basileios được người dân Đông La Mã nhìn nhận như là một trong những vị hoàng đế vĩ đại nhất của họ, và triều đại do ông sáng lập, Makedonia (tiếng Hy Lạp: Μακεδονική δυναστεία), thường được hậu thế coi là thời đại huy hoàng và thịnh vượng nhất của Đế quốc Đông La Mã.

## Sự nghiệp ban đầu
Basileios sinh ra trong một nhà nông vào cuối năm 811 (hoặc đôi khi trong thập niên 830 theo ước tính của một số học giả) tại Charioupolis ở thema Makedonia thuộc Đông La Mã (đơn vị hành chính tương ứng với khu vực Hadrianopolis ở Thracia). Xứ Thracia của Đông La Mã đương thời là vùng đất do các sắc dân Slav, Hy Lạp và Armenia tới định cư. Những luận điệu được nêu lên về nguồn gốc Armenia, Slav, thay vì gốc gác "Armenia-Slav" dành cho Basileios I. Tác giả của cuốn tiểu sử chuyên dụng duy nhất về Basileios I bằng tiếng Anh đã kết luận rằng thật khó mà nắm chắc được về nguồn gốc dân tộc của hoàng đế là gì, dù Basileios rõ ràng đã tín nhiệm sự ủng hộ của người Armenia để đưa họ vào những vị trí nổi bật trong Đế quốc Đông La Mã. Dưới thời Basileios, một quyển gia phả được soạn thảo kỹ lưỡng đã cung cấp cho mọi người biết thêm một chi tiết rằng tổ tiên của ông không chỉ là nông dân như hầu hết vẫn tưởng, mà là hậu duệ thuộc các dòng vua nhà Arsacid (Arshakuni) xứ Armenia và cũng là của Constantinus Đại đế.

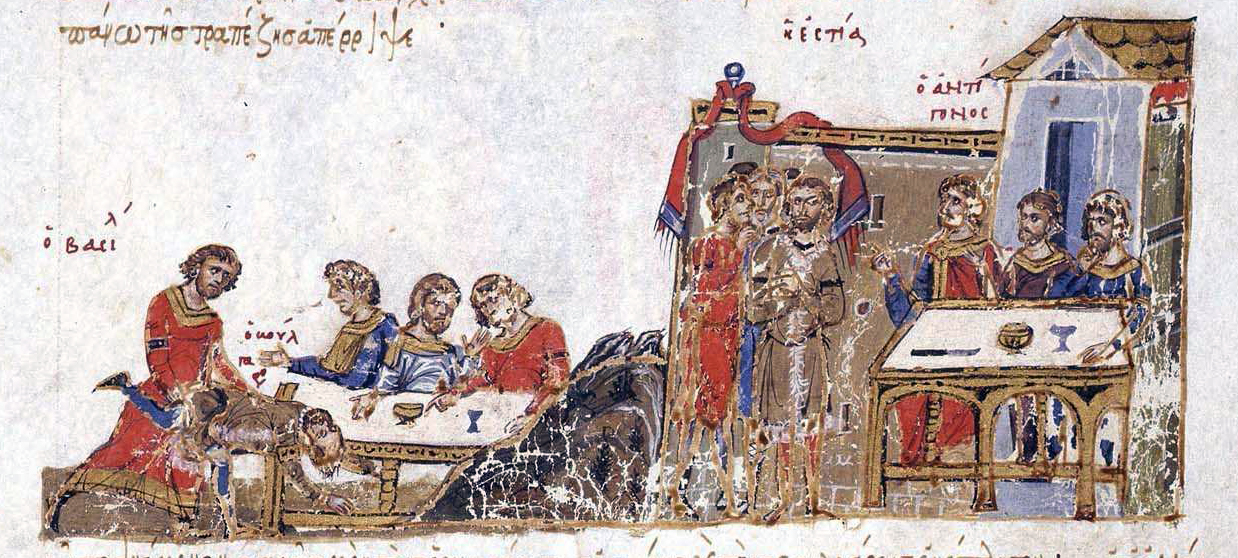
Basileios giành chiến thắng trong trận đấu vật với một nhà vô địch Bulgaria (bên trái), hình minh họa lấy từ bản thảo Madrid Skylitzes.

Một câu chuyện khẳng định rằng ông đã trải qua một phần tuổi thơ của mình trong tình trạng bị giam cầm ở Bulgaria, nơi gia đình ông được cho là đã bị bắt làm tù nhân của Khan Krum (trị vì 803–814) vào năm 813. Basileios sống ở đó cho đến năm 836 mới cùng một số người khác trốn vào lãnh thổ do Đông La Mã chiếm giữ ở Thracia. Basileios cuối cùng đã đủ may mắn để bước vào làm người trông coi ngựa cho Theophilitzes, họ hàng của caesar Bardas (chú của hoàng đế Mikhael III). Trong khi phục vụ Theophilitzes, ông đến thăm thành phố Patras và chiếm được cảm tình của Danielis, một người phụ nữ giàu có đã rước ông về dinh và ban cho của hồi môn. Basileios còn lôi kéo được sự chú ý của Mikhael III về tài nuôi ngựa và giành chiến thắng trước nhà vô địch Bulgaria trong một trận đấu vật; vì vậy mà ông sớm trở thành bạn thân, tâm phúc và vệ sĩ (parakoimomenos) của Hoàng đế Đông La Mã.

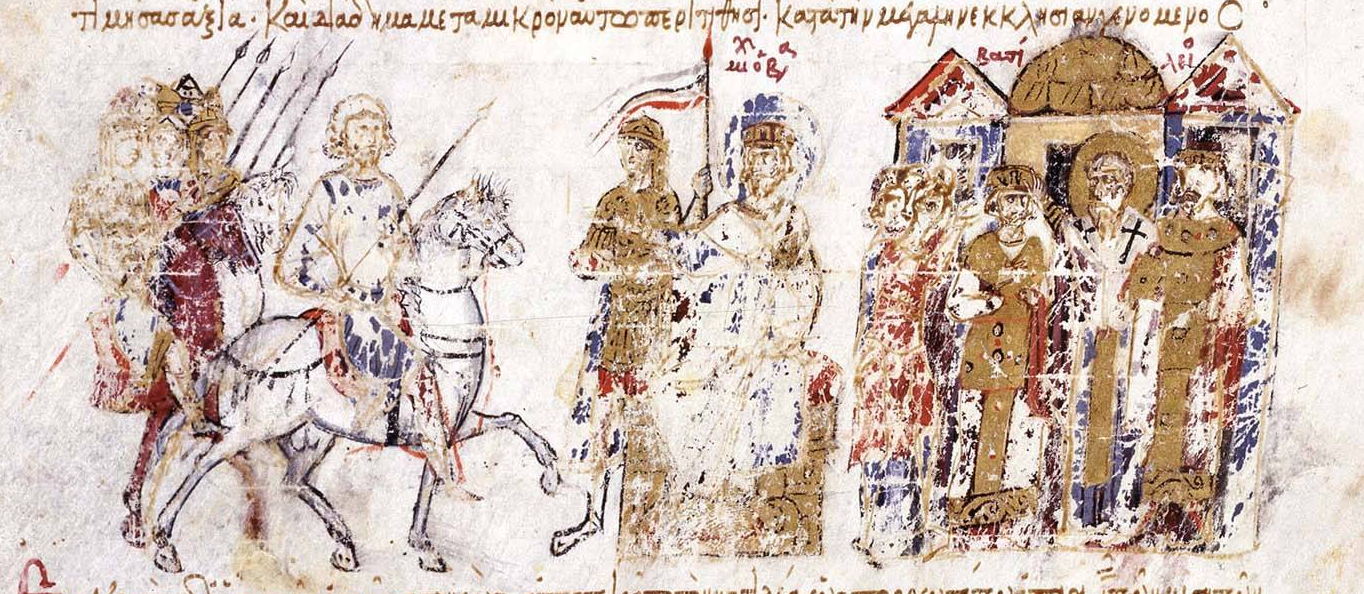
Lễ đăng quang làm đồng hoàng đế của Basileios I, hình minh họa lấy từ bản thảo Madrid Skylitzes.

Theo lệnh của Hoàng đế Mikhael, Basileios đã ly dị người vợ Maria và kết hôn với Eudokia Ingerina, tình nhân mà Mikhael rất mực sủng ái vào khoảng năm 865. Trong cuộc viễn chinh chống lại người Ả Rập, Basileios đã thuyết phục Mikhael III rằng vị hoàng thúc Bardas đang thèm muốn ngai vàng Đông La Mã, rồi sau đó đã ra tay giết chết Bardas với sự chấp thuận của Mikhael vào ngày 21 tháng 4 năm 866. Basileios nghiễm nhiên trở thành nhân vật đầy quyền thế trong triều và được bổ nhiệm giữ chức vụ danh giá kaisar (caesar) hiện giờ đang bỏ trống, trước khi được trao vương miện đồng hoàng đế vào ngày 26 tháng 5 năm 866. Sự đề bạt này có thể bao gồm việc Mikhael III nhận Basileios làm con nuôi dù bản thân hoàng đế trẻ tuổi hơn ông nhiều. Thường thì mọi người đều tin rằng Leon VI, người thừa kế và đứa con trai có tiếng tăm của Basileios đích thực là con ruột của Mikhael. Mặc dù Basileios dường như đã chia sẻ niềm tin này (và tỏ thái độ căm ghét Leon), việc Basileios được thăng lên cấp bậc caesar và sau đó là đồng hoàng đế đã ban cho đứa trẻ này tính hợp pháp và thân mẫu chính thống và cũng bảo đảm quyền kế thừa ngôi vị hoàng đế Đông La Mã. Đáng chú ý là khi Leon vừa mới chào đời, Mikhael III liền tổ chức sự kiện này bằng một cuộc đua xe ngựa công cộng, trong khi ông thẳng thừng cho biết là Basileios không được lợi dụng địa vị mới của mình trong vai trò là hoàng đế nhỏ.
Khi Mikhael III bắt đầu qua sang ủng hộ một viên cận thần khác là Basiliskianos, Basileios quyết định rằng địa vị của mình đang bị huỷ hoại. Mikhael dọa sẽ trao hoàng vị cho Basiliskianos và chính vì vậy mà Basileios buộc phải ra tay trước bằng cách tổ chức vụ ám sát Mikhael vào đêm ngày 23/24 tháng 9 năm 867. Mikhael và Basiliskianos chìm đắm trong cơn say rượu sau một bữa tiệc linh đình tại cung Anthimos khi Basileios cùng với một nhóm nhỏ đồng phạm (bao gồm cả cha Bardas, em trai Marinos và người anh em họ Ayleon) lẻn vào trong. Các ổ khóa vào cửa buồng bị làm giả và quan thị vệ lại không bố trí lính canh; cả hai nạn nhân đều bị hung thủ dùng kiếm đâm chết. Ngay sau cái chết của Mikhael III, Basileios với tư cách là hoàng đế duy nhất còn lại đã tự mình kế thừa ngai vàng như một basileus đích thực nắm quyền trị vì đất nước.

## Triều đại

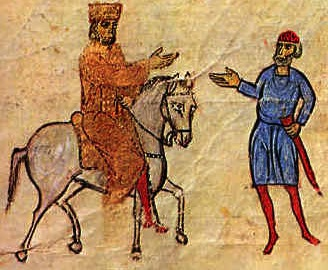
Basileios I trên lưng ngựa lấy từ quyển biên niên sử Chronikon của Ioannes Skylitzes.

Basileios I đã mở đầu một thời đại mới trong lịch sử của Đế quốc Đông La Mã, kết hợp với triều đại mà ông sáng lập gọi là "nhà Makedonia". Triều đại này đã chứng kiến một thời kỳ bành trướng lãnh thổ, mà Byzantium được coi là cường quốc mạnh nhất châu Âu và miền Đông Địa Trung Hải. Đáng chú ý là Basileios I đã trở thành một vị vua gây ấn tượng và được tôn trọng, cầm quyền 19 năm, bất chấp xuất thân thấp kém không được học hành đến nơi đến chốn và chẳng có chút kinh nghiệm nào về quân sự hoặc hành chính. Hơn nữa, ông còn là người bạn vui tính của một vị vua trụy lạc và đã đạt được quyền lực thông qua một loạt các vụ giết người chủ mưu. Rất ít phản ứng chính trị liên quan đến vụ sát hại Mikhael III có lẽ là do ông không được lòng giới quan lại Constantinopolis vì thái độ thiếu quan tâm đến các nhiệm vụ hành chính với bổn phận của một vị hoàng đế. Ngoài ra, việc công khai thể hiện hành động bất kính của Mikhael nhìn chung đã làm cho dân chúng chán ghét và xa lánh ông. Một khi nắm được quyền hành trong tay, Basileios đã sớm cho thấy rằng ông có ý định trị vì một cách hiệu quả và sớm nhất là trong buổi lễ đăng quang, ông đã bày tỏ lòng mộ đạo công khai bằng việc chính thức dâng vương miện của mình cho Chúa Kitô. Danh tiếng về lòng mộ đạo thông thường và sự chính thống được hoàng đế duy trì trong suốt triều đại của mình.

### Đối nội

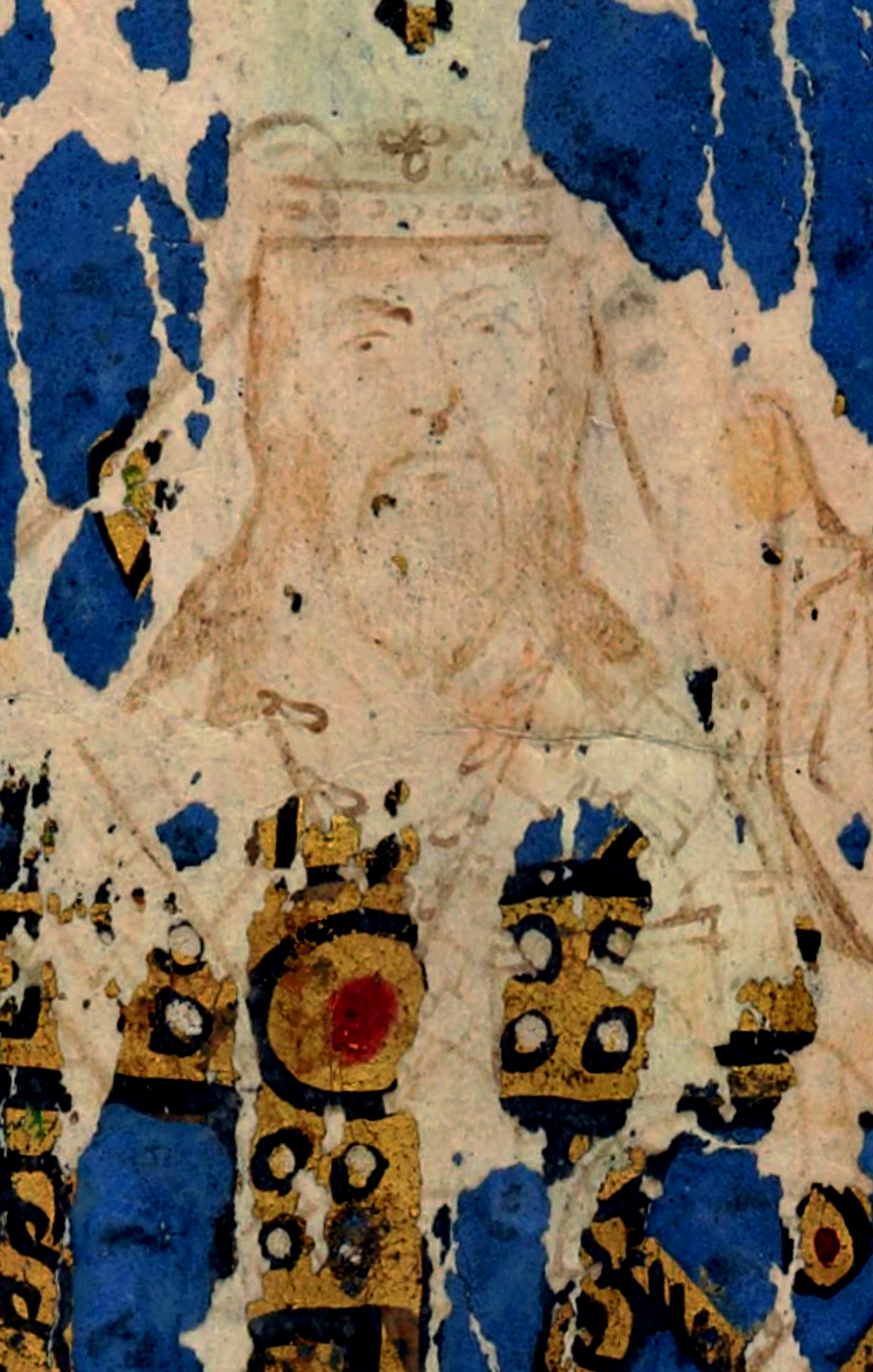
Một bản vẽ phác thảo sơ của Basilleois trong cuốn Paris Gregory,, khoàng giữa các năm 879 – 883.

Để đảm bảo cho cả gia tộc của mình nắm vững ngai vàng, Basileios I đã đưa người con trưởng Konstantinos (năm 869) và người con thứ hai của ông Leon (năm 870) leo lên địa vị đồng hoàng đế. Nhờ vào tác phẩm về lập pháp vĩ đại mà Basileios I đảm nhiệm, ông thường được mệnh danh là "Justinianus thứ hai". Luật lệ của Basileios được thu thập trong bộ Basilika, gồm sáu mươi quyển, và những cuốn sách hướng dẫn pháp lý nhỏ hơn nhan đề Eisagoge. Leon VI chịu trách nhiệm hoàn chỉnh các tác phẩm pháp chế này. Basilika vẫn còn là luật lệ của Đế quốc Đông La Mã mãi đến lúc bị người Ottoman chinh phục. Trớ trêu thay, pháp điển hóa luật này dường như đã bắt đầu dưới sự chỉ đạo của caesar Bardas mà sau này bị Basileios mưu hại. Hoàng đế còn tỏ ra khá thận trọng trong việc quản lý tài chính. Ý thức được lòng mong muốn sánh ngang với Hoàng đế Justinianus I (trị vì 527–565), Basileios cũng khởi xướng một chương trình xây dựng đồ sộ ở Constantinopolis, được tán dương qua việc xây dựng nhà thờ chính tòa Nea Ekklesia.
Chính sách về giáo hội của ông được đánh dấu bởi mối quan hệ tốt đẹp với Roma. Một trong những hành động đầu tiên của hoàng đế là lưu đày vị Thượng phụ Constantinopolis, Photios, và khôi phục lại vị thế cho kẻ thù của Photios là Ignatios, mà lời thỉnh cầu của vị này lại được sự ủng hộ của Giáo hoàng Adrianus II. Tuy nhiên, Basileios không hề có ý định nhân nhượng Roma vượt quá một điểm nhất định nào cả. Quyết định của Boris I xứ Bulgaria nhằm gắn kết Giáo hội Bulgaria mới với Constantinopolis đã giáng một đòn chí mạng vào Roma, vốn hy vọng nó sẽ an toàn cho bản thân mình. Nhưng cái chết của Ignatios vào năm 877, Photios lại trở thành Thượng phụ một lần nữa, và điều này trên thực tế đã dẫn đến sự tuyệt giao với Roma dù chưa phải chính thức. Đây là một sự kiện bước ngoặt trong cuộc xung đột dẫn đến vụ Đại Ly giáo mà cuối cùng đã biến Giáo hội Công giáo La Mã và Giáo hội Chính thống giáo Đông phương trở thành những thực thể giáo hội riêng biệt.

### Đối ngoại

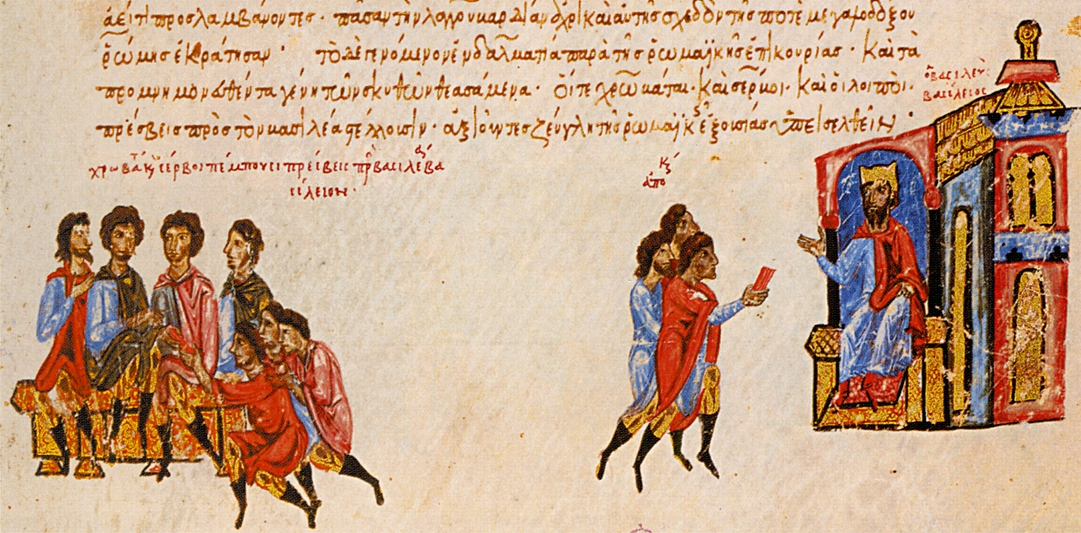
Các phái đoàn người Serb và người Croat diện kiến hoàng đế Basíleios I, tiểu họa lấy từ cuốn Skyllitzes Matritensis.

Triều đại của hoàng đế Basileios được đánh dấu bởi các cuộc chiến tranh phiền toái đang diễn ra với lực lượng dị giáo Paulicia, tập trung tại Tephrike trên bờ thượng lưu sông Euphrates, đã nổi loạn và liên minh với người Ả Rập, rồi đánh phá đến tận Nicaea và cướp bóc Ephesus. Basileios quyết định cử tướng Christopheros mang quân đánh dẹp tín đồ Paulicia vào năm 872, chỉ đến khi lãnh tụ của họ là Chrysocheir từ trần thì triều đình mới khuất phục hẳn cuộc bạo loạn của giáo phái này. Riêng một cuộc chiến tranh biên giới như thường lệ với người Ả Rập ở Tiểu Á chỉ đạt được chút xíu lợi ích, nhưng khiến cho biên giới phía đông của đế quốc được củng cố phần nào. Đông La Mã còn giành lại đảo Síp nhưng chỉ giữ được có bảy năm.
Basileios là vị hoàng đế Đông La Mã đầu tiên kể từ thời Konstans II (trị vì 641–668) theo đuổi một chính sách tích cực nhằm khôi phục lại sức mạnh của đế quốc ở phương Tây. Ông liên minh với Hoàng đế La Mã Thần thánh Ludwig II (trị vì 850–875) chống lại người Ả Rập và phái một hạm đội gồm 139 tàu chiến tới càn quét các cuộc đột kích của họ trên vùng biển Adriatic. Nhờ sự trợ giúp của Đông La Mã mà Ludwig II đã chiếm được Bari từ tay quân Ả Rập vào năm 871. Thành phố này sau cùng trở thành lãnh thổ của Đông La Mã vào năm 876. Tuy nhiên, vị trí của Đông La Mã trên đảo Sicilia trở nên xấu đi và Siracusa sớm rơi vào tay Tiểu Vương quốc Sicilia vào năm 878. Đây rốt cuộc là do lỗi của Basileios thay vì điều tàu tới giải vây thành phố thì lại chuyển sang chở đá cẩm thạch cho một nhà thờ. Mặc dù hầu như toàn bộ đảo Sicilia đã bị mất, tướng Nikephoros Phokas (Già) vẫn thành công trong việc đánh chiếm Taranto và toàn vùng Calabria vào năm 880. Những thành công trên bán đảo Ý đã mở ra một thời kỳ mới dưới sự thống trị của Đông La Mã tại đây. Trên hết, người Đông La Mã đã bắt đầu thiết lập một sự hiện diện mạnh mẽ ở vùng biển Địa Trung Hải và đặc biệt là vùng biển Adriatic.

## Cuối đời và kế vị

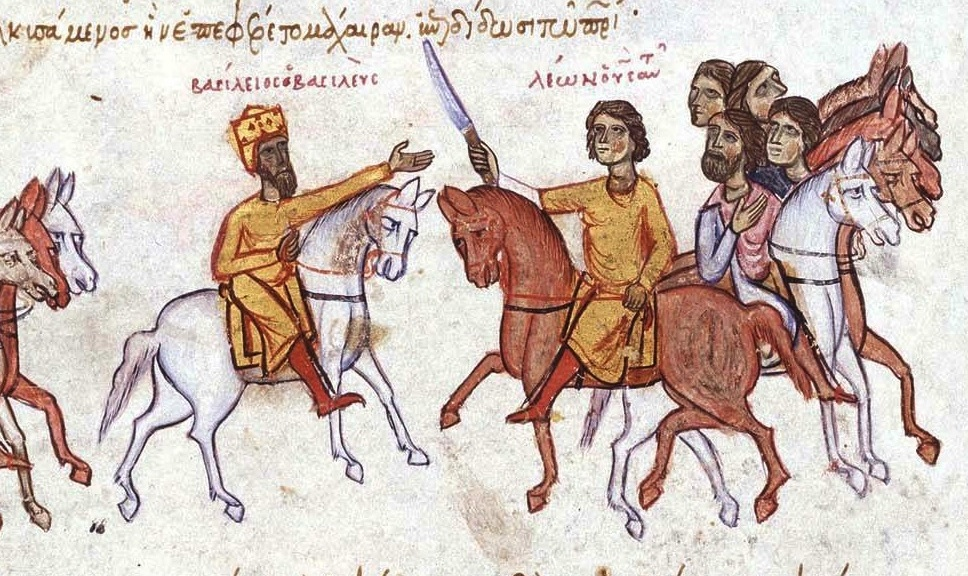
Basileios I và thái tử Leon. Leon bị phát hiện mang theo một con dao trước sự hiện diện của hoàng đế.

Tinh thần của Basileios suy sụp hẳn vào năm 879 khi người con lớn tuổi và được ông yêu mến nhất từ trần. Basileios giờ phải đưa người con út của mình là Alexandros làm đồng hoàng đế. Basileios không ưa Leon chỉ mải mê đọc sách, thỉnh thoảng còn ra tay đánh đập vị hoàng tử này nữa; do hoàng đế nghi ngờ rằng Leon chính là con trai của Mikhael III. Trong những năm sau này, mối quan hệ của Basileios với Leon đã bị lu mờ bởi sự ngờ vực về khả năng Leon sẽ ra tay trả thù cho cái chết của Mikhael III. Sau cùng Basileios bèn hạ lệnh bắt giam Leon sau khi phát hiện mưu đồ phản nghịch bất thường, nhưng việc giam cầm này lại khiến dân chúng bạo động khắp nơi; Basileios dọa sẽ chọc mù mắt Leon nhưng Thượng phụ Photios hết lời khuyên can nên mới thôi. Leon mãi về sau mới được thả ra sau ba năm chịu cảnh tù giam. Basileios mất vào ngày 29 tháng 8 năm 886 do mắc phải một cơn sốt từ sau một vụ tai nạn săn bắn nghiêm trọng khi dây lưng của ông bị dính chặt vào mấy nhánh gạc của một con hươu và hoàng đế bị kéo lê 16 dặm xuyên qua rừng rậm. Chỉ khi một tùy tùng kị thời cứu thoát Basileios bằng cách lấy dao cắt lỏng dây nhưng hoàng đế ngờ là tên hầu cận này đang cố gắng ám sát mình và đã đem hắn ra xử tử ngay trước khi ông qua đời.
Một trong những hành động đầu tiên của Leon VI khi mới lên ngôi là cải táng di hài của Mikhael III, với buổi lễ được tổ chức long trọng trong khu lăng mộ hoàng gia tại Nhà thờ các Thánh Tông Đồ ở Constantinopolis. Điều này chủ yếu để xác nhận trong dư luận quan điểm cho rằng Leon tự coi mình là con ruột của tiên đế Mikhael.

## Gia đình

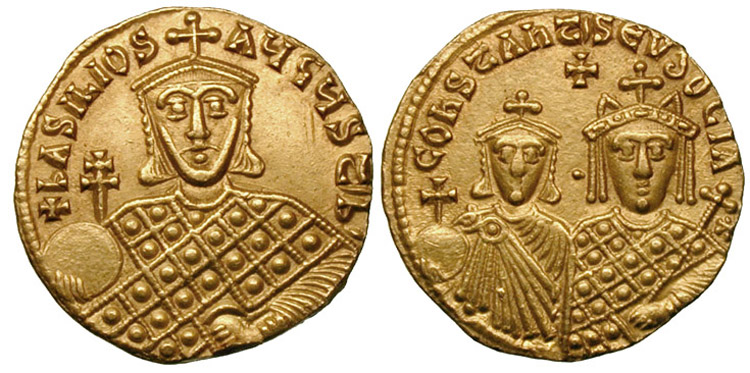
Basileios, hoàng tử Konstantinos và người vợ thứ hai, Hoàng hậu Eudokia Ingerina.

Mẹ của Basileios không rõ họ tên nhưng cha của ông chính là:
- Bardas/Konstantinos xứ Makedonia.

Basileios I có với người vợ đầu tiên Maria mấy người con gồm:
- Bardas.
- Anastasia, sau gả cho tướng Christopher.
- Konstantinos (khoảng 865 – 3 tháng 9, 879), đồng hoàng đế cùng Basileios từ ngày 6 tháng 1 năm 868 cho tới khi mất. Theo George Alexandrovič Ostrogorsky, Konstantinos được hứa hôn với Ermengard xứ Provence, con gái của Hoàng đế La Mã Thần thánh Louis II và Engelberga vào năm 869. Việc đính ước đã bị hủy bỏ vào năm 871 khi mối quan hệ giữa Basileios và Louis trở nên rạn nứt.

Basileios I có với người vợ thứ hai là Eudokia Ingerina mấy người con gồm:
- Leon VI, kế thừa ngôi vị hoàng đế Đông La Mã và có thể thực sự là con trai của Mikhael III.
- Stephenos I, Thượng phụ Constantinopolis, cũng có thể là một đứa con của Mikhael III.
- Alexandros, kế thừa ngôi vị hoàng đế Đông La Mã vào năm 912.
- Anna Porphyrogenita, một nữ tu tại tu viện St. Euphemia ở Petrion.
- Helena Porphyrogenita, một nữ tu tại tu viện St. Euphemia ở Petrion.
- Maria Porphyrogenita, mẹ của các nữ tu tại tu viện St. Euphemia ở Petrion.

## Ảnh hưởng văn hóa
- Harry Turtledove, một sử gia nổi tiếng với những tác phẩm về lịch sử thay thế của mình, đã viết vài bộ truyện lấy bối cảnh ở một nơi gọi là Videssos, có nét mang máng Đế quốc Đông La Mã. Tác phẩm bộ ba Tale of Krispos – Krispos Rising (1991), Krispos of Videssos (1991) và Krispos the Emperor (1994) – đều là những chuyện kể được tiểu thuyết hóa nói về sự trỗi dậy của Basileios và mấy đứa con của ông.
- Stephen Lawhead với tác phẩm Byzantium (1996), dùng sự kế vị của Basileios I như là mầm mống cho các mưu đồ đen tối chiếm hầu hết nội dung của cuốn tiểu thuyết.